# Vulkanpark Infozentrum

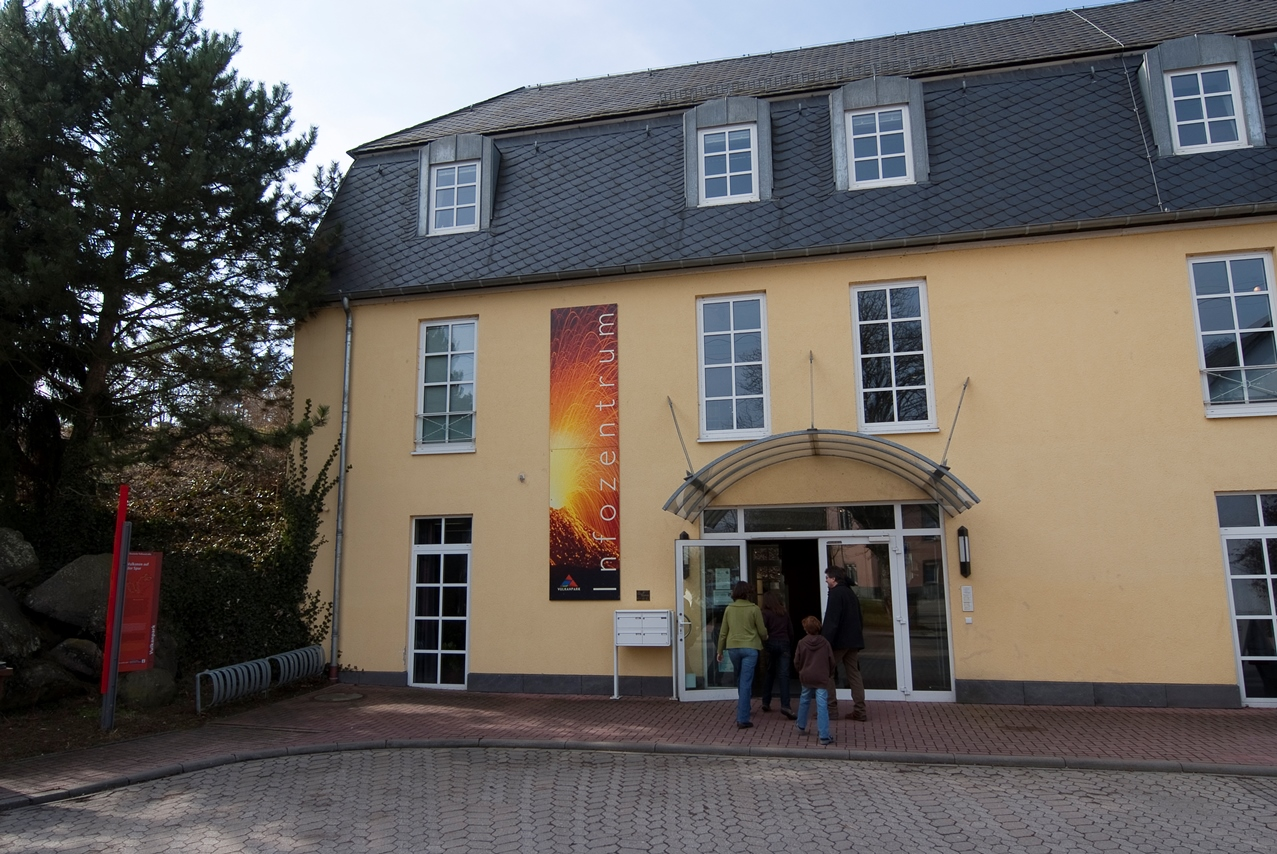
Vulkanpark Infozentrum

Das Vulkanpark Infozentrum, auch Infozentrum Rauschermühle, ist die zentrale Anlaufstelle im Vulkanpark im Landkreis Mayen-Koblenz. Das Vulkanpark Infozentrum liegt zwischen den Orten Plaidt und Saffig in der Verbandsgemeinde Pellenz. Es wurde als erstes von sieben Info- und Erlebniszentren des Vulkanparks im Jahr 2000 eröffnet. Die Ausstellungen im Vulkanpark Infozentrum behandeln die Themen „Geologie und Vulkanologie“ sowie „Archäologie und Technikgeschichte“.

## Ausstellungsbereiche

### Geologie und Vulkanologie
Der Ausstellungsbereich „Geologie und Vulkanologie“ soll grundlegende Informationen zur Entstehung der Landschaft der Osteifel vermitteln. Der Fokus liegt auf den Vulkanen der Osteifel und dem vulkanischen Werdegang der Landschaft um den Laacher See während der letzten 300 000 Jahre. Ein Film, Leuchtbilder, Großfotos und Gesteinsproben erläutern die Besonderheiten des (Eifel-)Vulkanismus. Ein Film mit dem Titel „Vulkane der Osteifel – eine heiße Geschichte“ zeigt neben Animationen Filmmaterial von Vulkanausbrüchen, die jenen der Osteifel ähnlich sind.

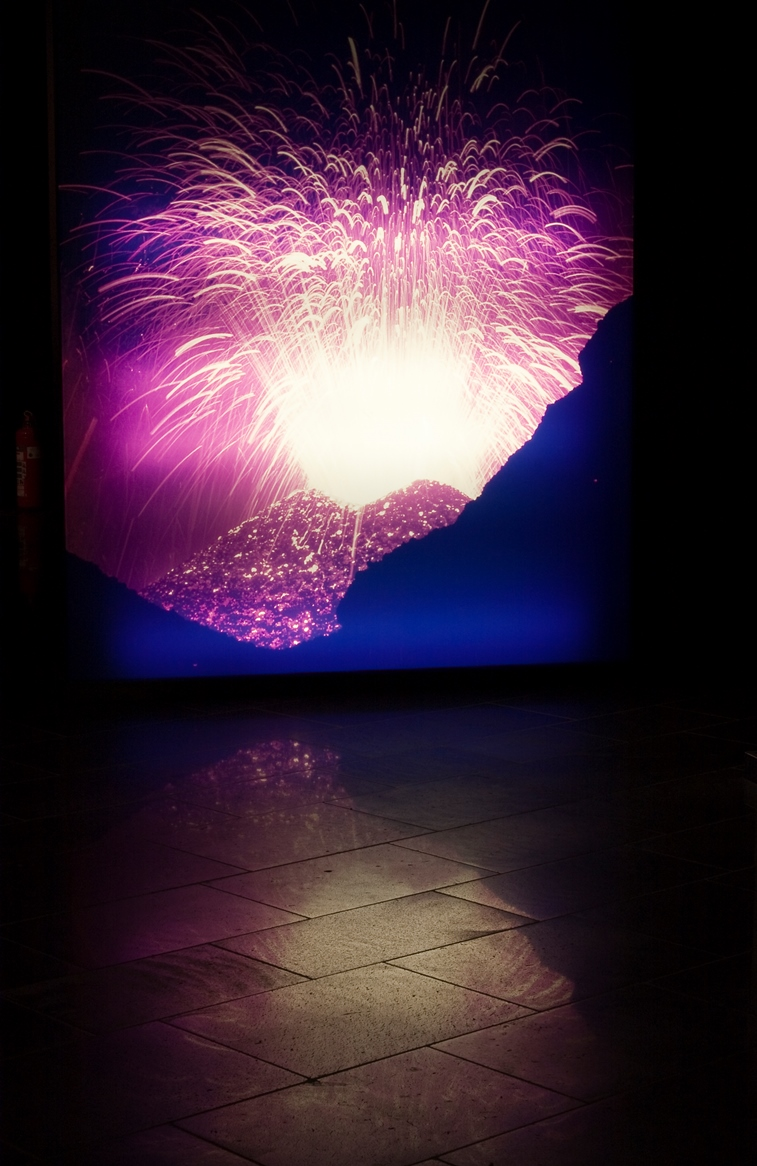
Leuchtbild Vulkan

### Archäologie und Technikgeschichte
Der Ausstellungsbereich „Archäologie und Technikgeschichte“ stellt den Menschen als Nutznießer der Vulkanlandschaft in den Mittelpunkt. Großfotos, Leuchtbilder und Exponate zeigen Abbau und Nutzung vulkanischer Rohstoffe, speziell von Basaltlava und Tuffstein, in unterschiedlichen Epochen: der obertägige Basaltabbau in Steinbrüchen in der römischen Antike, der mittelalterliche bis neuzeitliche Untertageabbau von Basalt sowie der neuzeitliche Tagebau. In der römischen Antike und im Mittelalter wurden aus dem Basaltstein vorrangig Mühlsteine hergestellt; in der Neuzeit überwiegend Bau- und Werksteine.
Für den Tuffstein, der über Jahrhunderte hinweg als Baumaterial verwendet wurde, wird vorrangig der unterirdische Abbau während der römischen Antike thematisiert.
Rekonstruktionen originaler Produkte, wie z. B. die von römischen Handmühlen, können in der Ausstellung ausprobiert werden.
Der Handel am Umschlagplatz Andernach am Rhein ist ebenfalls Thema der Ausstellung. Erzeugnisse aus Basaltlava und Tuffstein wurden im dortigen Hafen auf Schiffe verladen und über weite Strecken transportiert. So gelangten von Andernach aus große Mengen von Steinen aus dem Laacher See-Gebiet als Baumaterial an den Niederrhein. Mühlsteine wurden bis auf die Britischen Inseln exportiert. Symbolisiert wird der Handel durch das Modell eines römischen Frachtschiffs, einem Plattbodenschiff (Prahm).
In einem separaten Kinosaal wird die 7.000-jährige Geschichte des Gesteinsabbaus im Film „SteinZeiten – Auf den Spuren einer alten Industrie“ gezeigt.

### Steinerlebnisgarten
Im Außenbereich des Vulkanpark Infozentrums bietet der Steinerlebnisgarten vulkanische Steine zum Hören, Fühlen, Musizieren und Bewegen.
Angrenzend an das Vulkanpark Infozentrum findet sich mit dem Rauscherpark eine weitere Vulkanpark-Station.